# Mălăiești (Orhei)
Mălăieşti è un comune della Moldavia situato nel distretto di Orhei di 1.460 abitanti al censimento del 2004

## Località
Il comune è formato dall'insieme delle seguenti località (popolazione 2004):
- Mălăieşti (1.148 abitanti)
- Tîrzieni (312 abitanti)